# Volkswagen Taigun
La Volkswagen Taigun è un'autovettura del tipo crossover SUV di medie dimensioni prodotta della casa automobilistica tedesca Volkswagen a partire dal 2021.

## Contesto
Il nome "Taigun" risale al 2012, quando Volkswagen ha presentato nello stesso anno al Salone Internazionale dell'Automobile di San Paolo una concept car di un piccolo SUV con lo stesso nome. Quest'ultimo era più piccolo, si basava sulla city car Up e doveva essere prodotta in serie nel 2016 per l'Europa, il Brasile e l'India. Tuttavia, il progetto di creare la Taigun su base Up è stato infine abbandonato.

## Descrizione
La Volkswagen T-Cross è una crossover di medie dimensioni a trazione anteriore, basata sulla struttura e sulla meccanica della Polo MK6.
La versione prototipale della Taigun è stata presentata all'Auto Expo nel febbraio 2020. Volkswagen ha dichiarato che l'auto è costruita sulla piattaforma MQB A0 IN del gruppo Volkswagen dedicata al mercato indiano. La piattaforma è condivisa anche con la Škoda Kushaq che ha debuttato nel marzo 2021.
La versione di produzione della Taigun è stata presentata il 31 marzo 2021. È realizzata esclusivamente per il mercato indiano, nell'ambito del piano industriale India 2.0 del Gruppo VW.

## Motorizzazioni
| Motori a benzina | Motori a benzina    | Motori a benzina | Motori a benzina | Motori a benzina                  |
| Modello          | Frazionamento       | Potenza          | coppia           | Trasmissione                      |
| ---------------- | ------------------- | ---------------- | ---------------- | --------------------------------- |
| 1.0 TSI          | 999 cm³ 3 cilindri  | 115 CV           | 175 Nm           | manuale o automatico a 6 marce    |
| 1.5 TSI          | 1498 cm³ 4 cilindri | 150 CV           | 250 Nm           | manuale a 6 marce o DSG a 7 marce |